# Rivne, Berezivka
Rivne (în ucraineană Рівне) este un sat în comunei Rozkvit din raionul Berezivka, regiunea Odesa, Ucraina.

## Demografie
Componența lingvistică a localității Rivne
     Ucraineană (100%)
Conform recensământului din 2001, toată populația localității Rivne era vorbitoare de ucraineană (100%).